# Christophe Bouchut

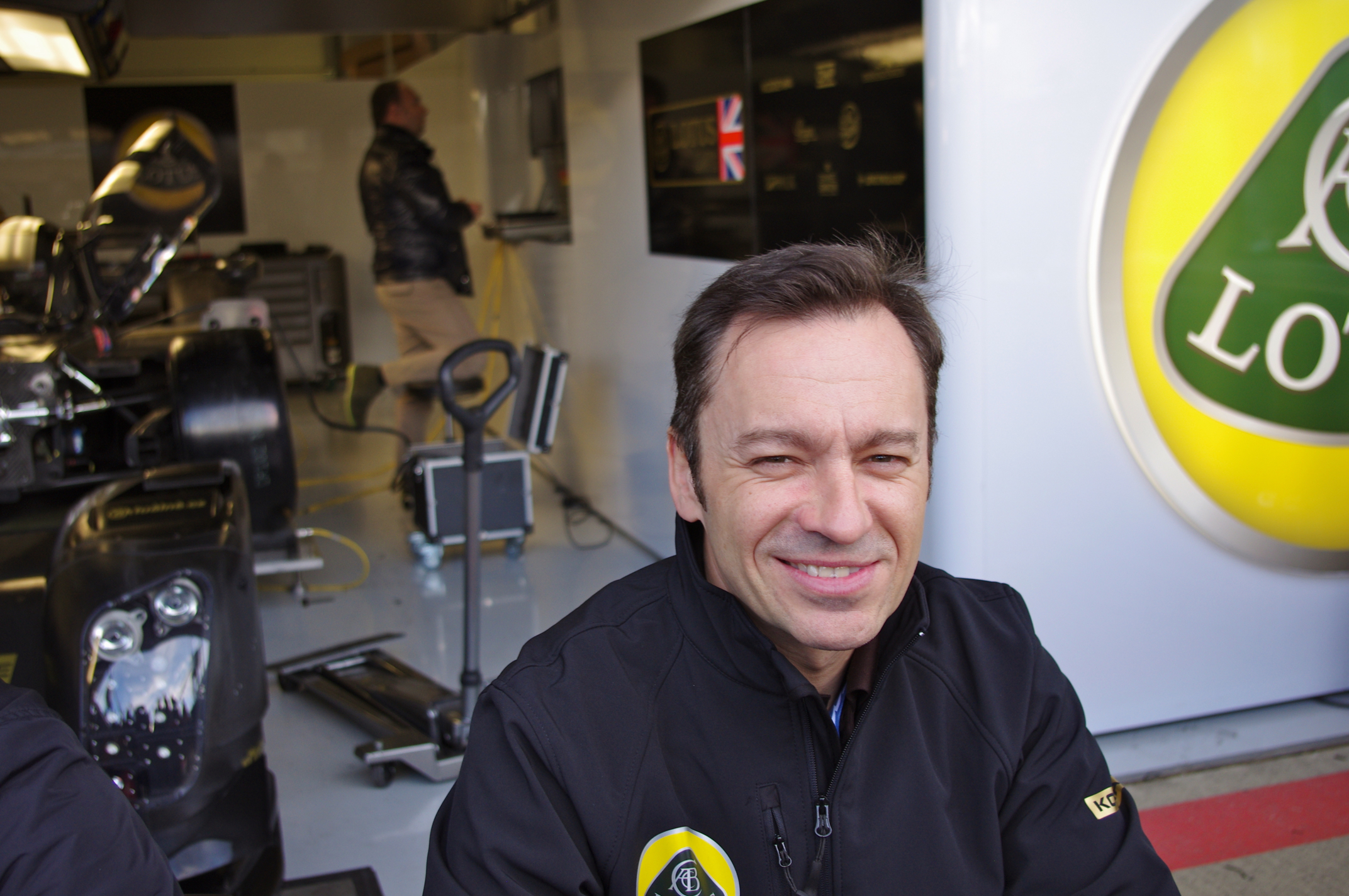
Christophe Bouchut 2013

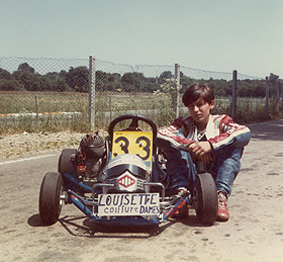
Christophe Bouchut als Nachwuchsrennfahrer 1980 …

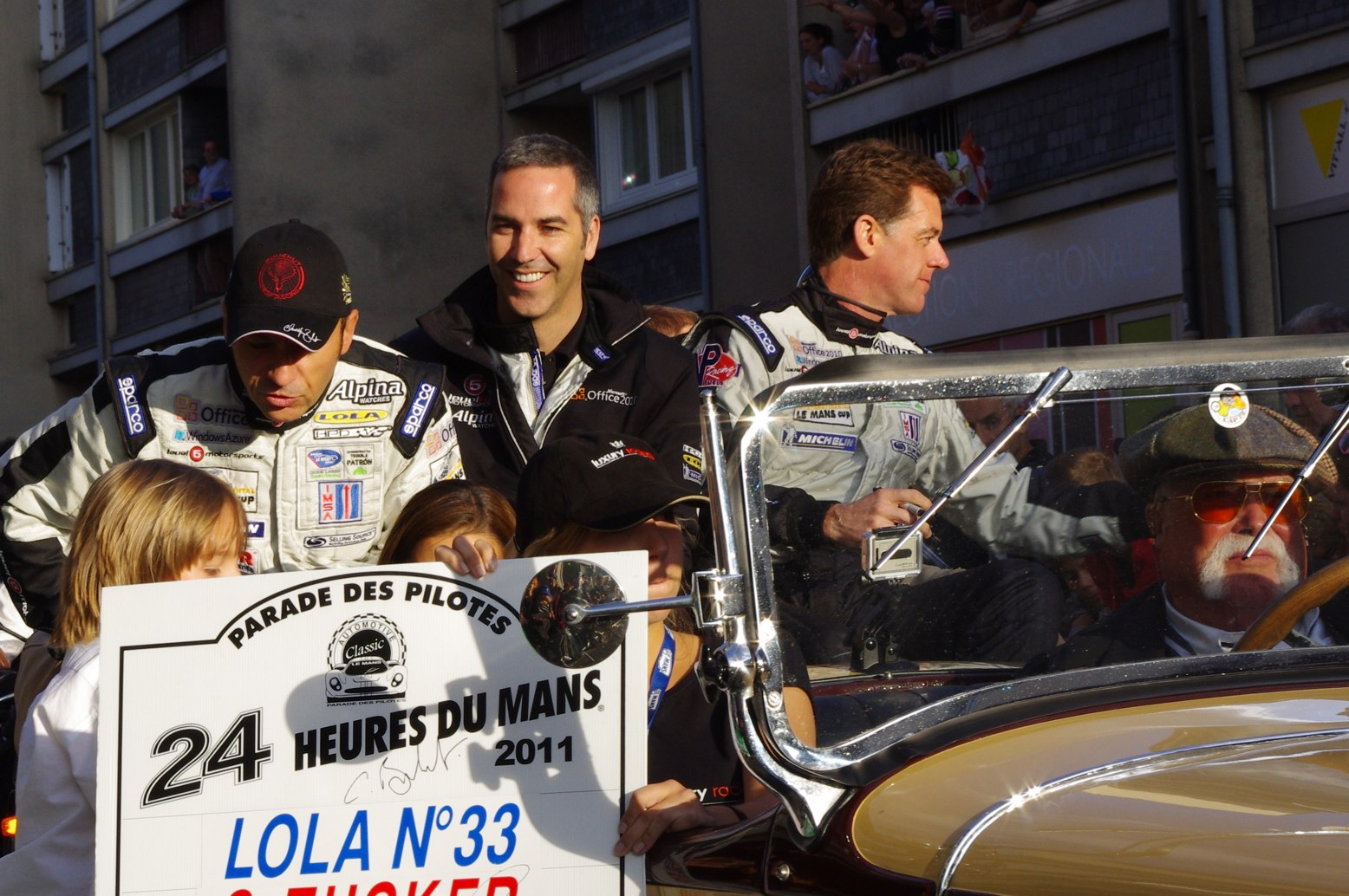
… und 2011 in Le Mans (links)

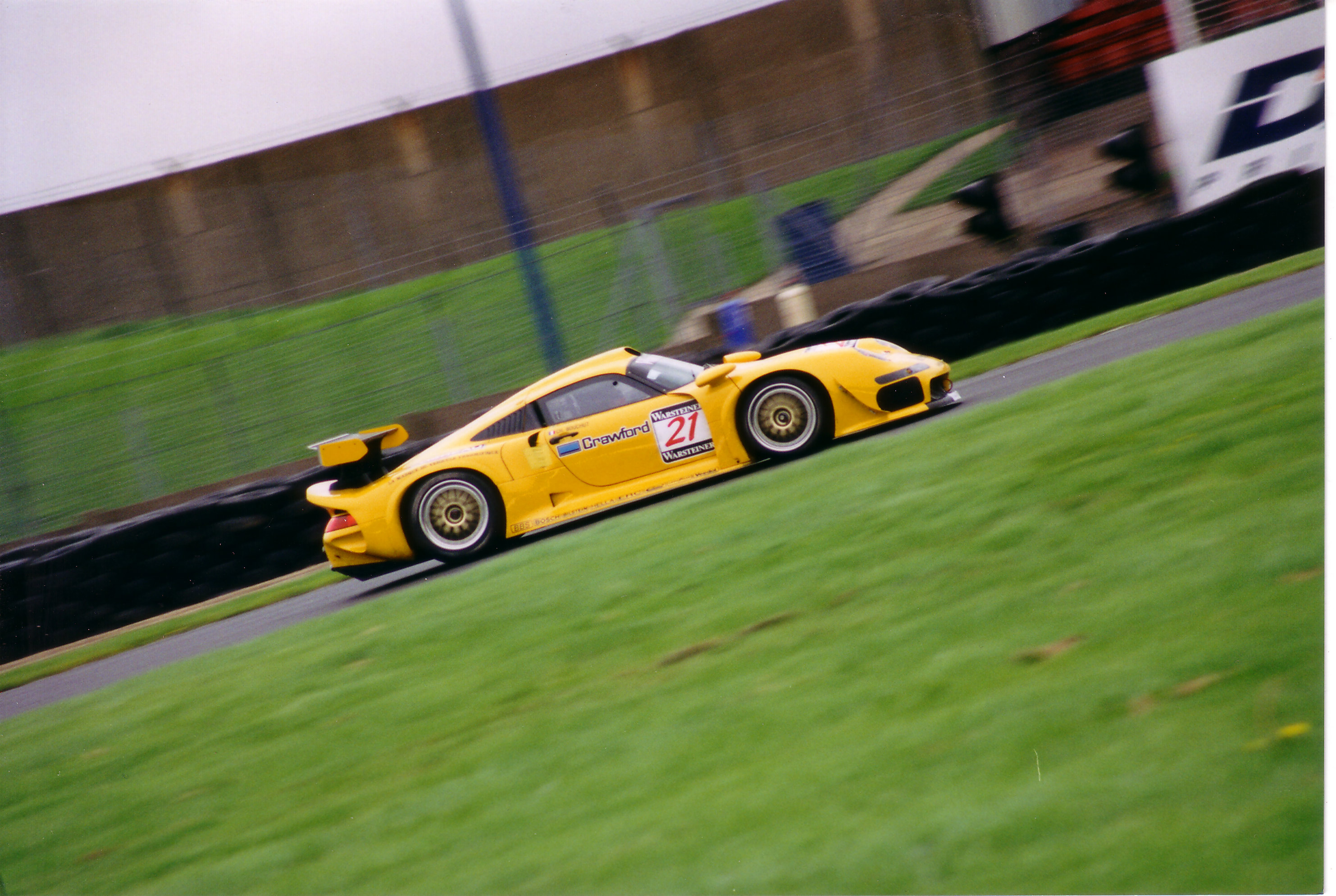
Porsche 911 GT1 von Bouchut im Jahr 1997

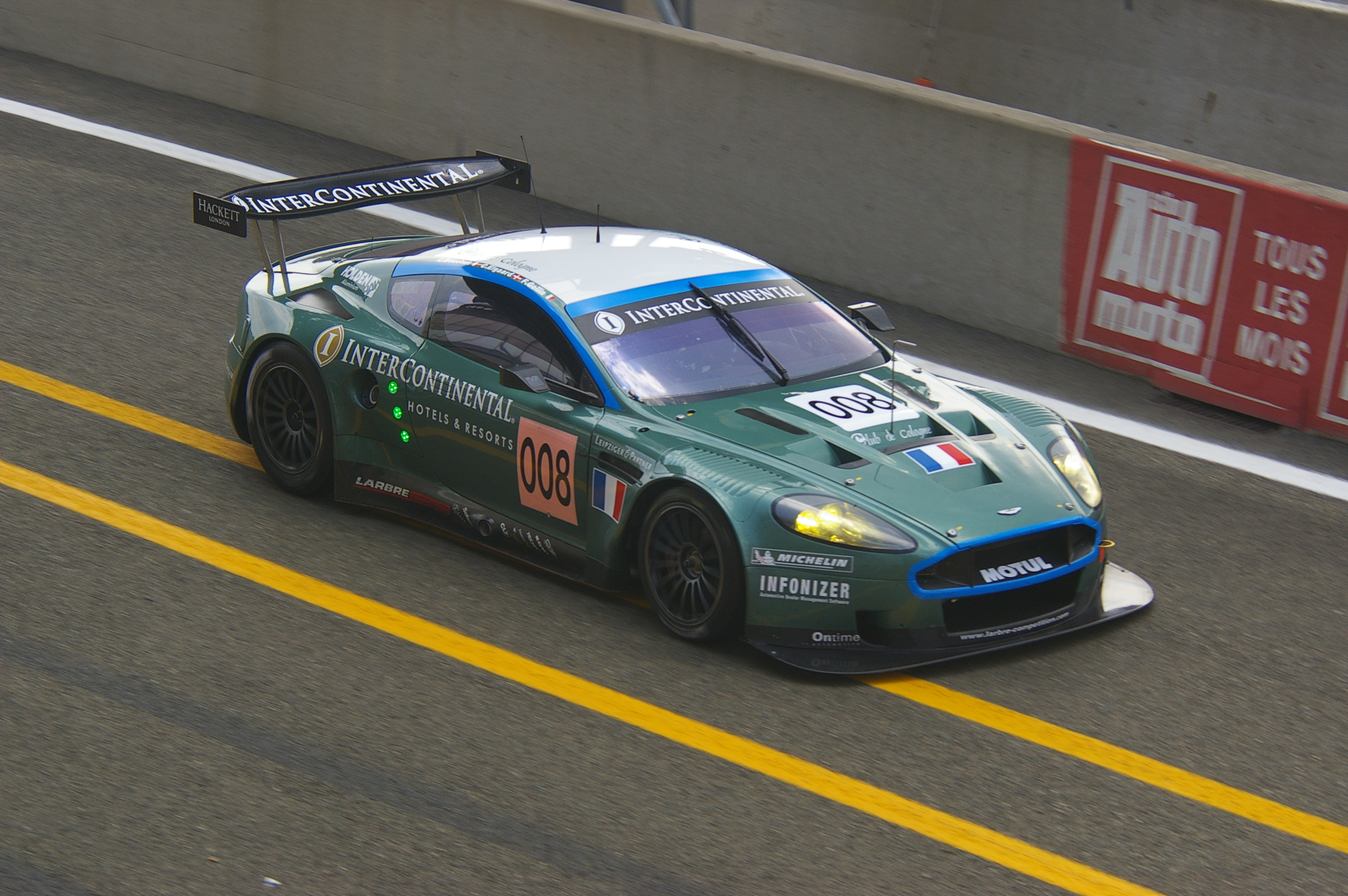
Bouchuts Aston Martin bei den Vortests zu den 24 Stunden von Le Mans 2007

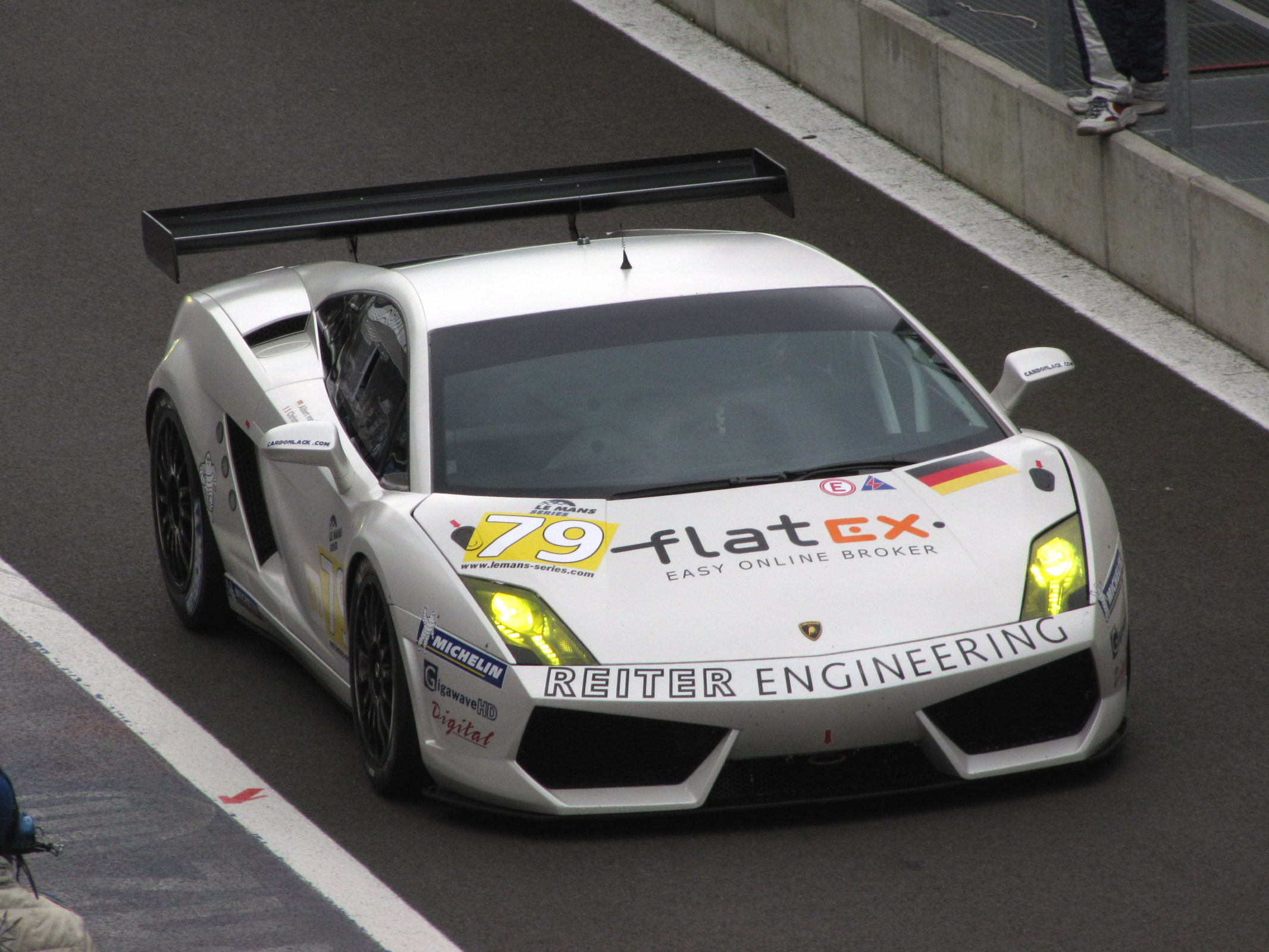
Bouchut im Lamborghini Gallardo LP560 beim 1000-km-Rennen von Spa-Francorchamps 2009

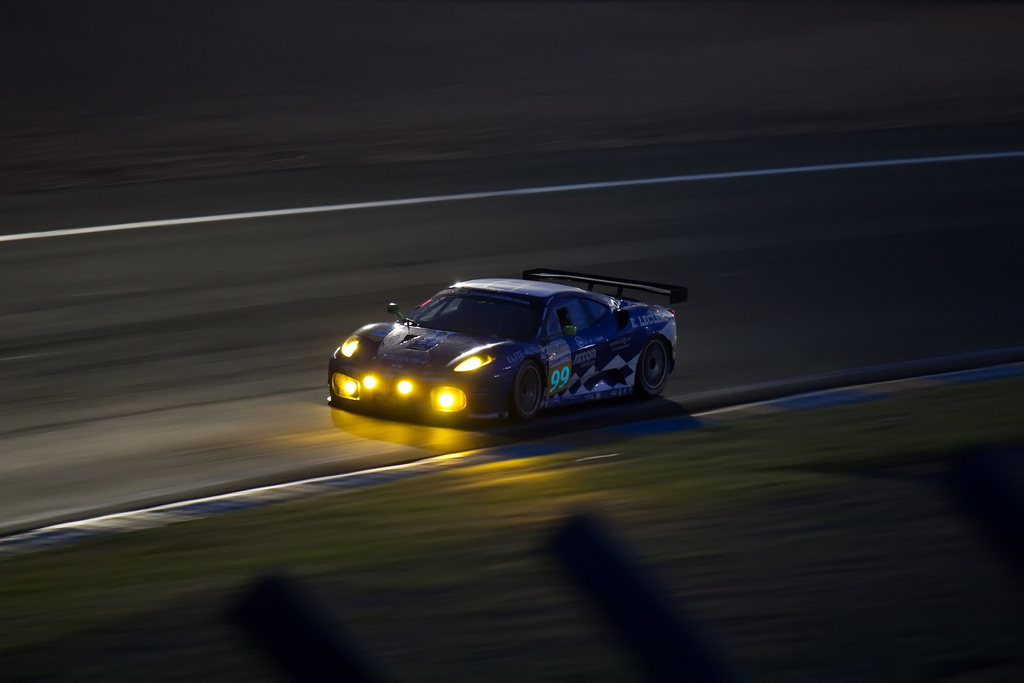
Ferrari F430 GTC von Bouchut in Le Mans 2009

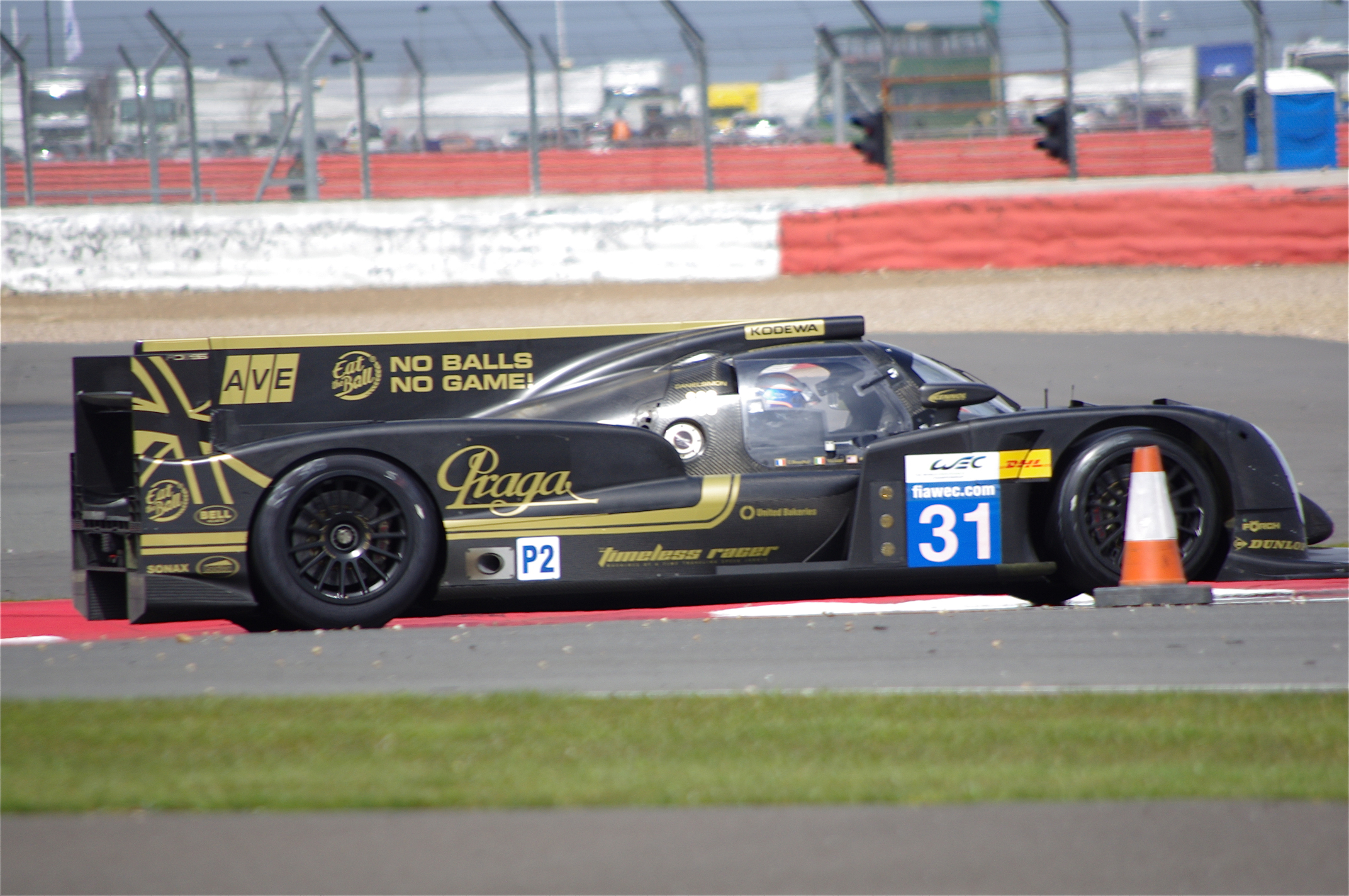
Der von Christophe Bouchut beim 6-Stunden-Rennen von Silverstone 2013 gefahrene Lotus T128

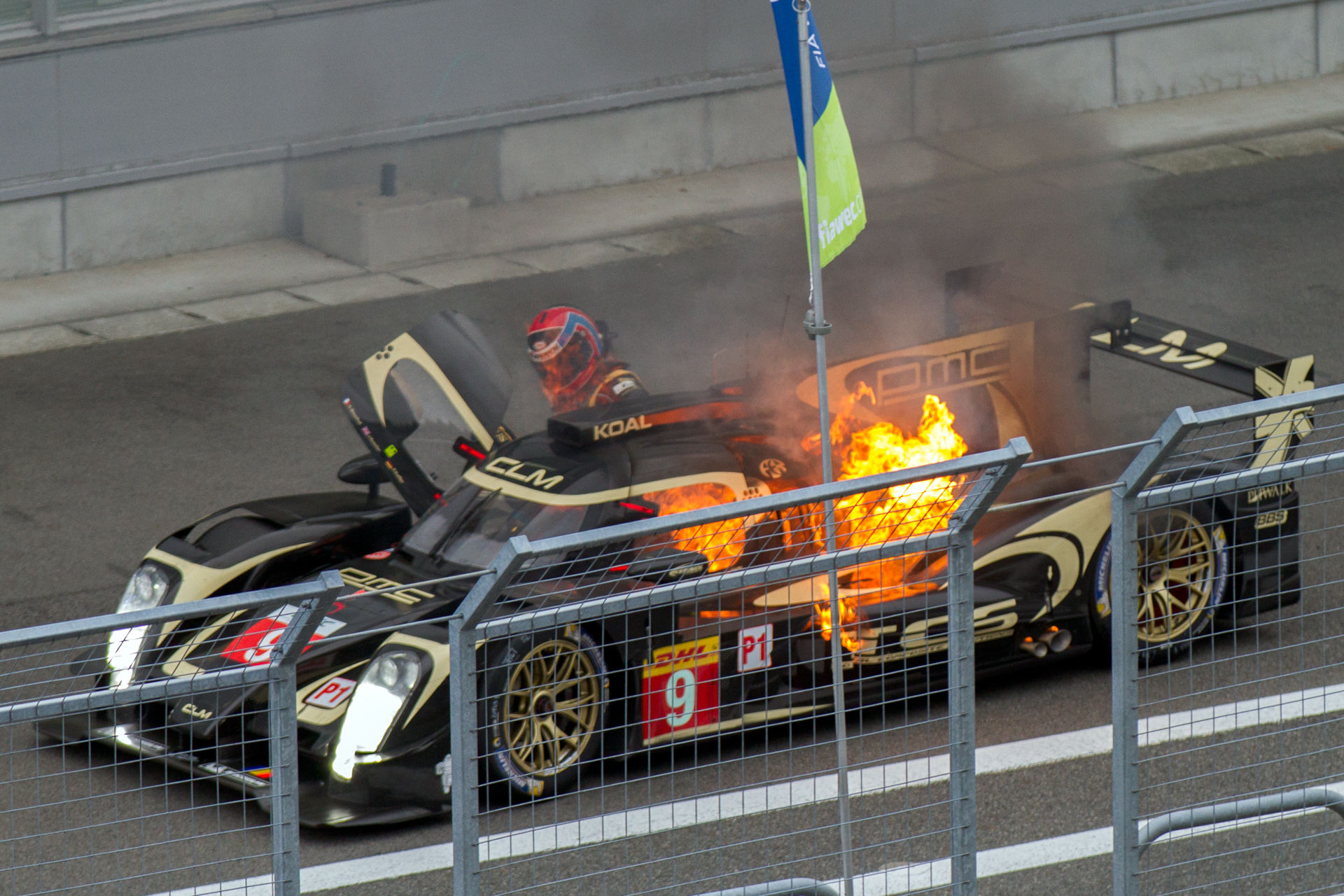
Christophe Bouchut springt beim 6-Stunden-Rennen von Fuji 2014 aus seinem brennenden Lotus P1/01, nachdem er es nach einem Kabelbrand versäumt hatte, den Feuerlöscher zu betätigen

Christophe Bouchut (* 24. September 1966 in Voiron) ist ein ehemaliger französischer Automobilrennfahrer. Er gewann 1993 die 24 Stunden von Le Mans, von 2000 bis 2002 Titel in der FIA-GT-Meisterschaft und 2004 die GTS Klasse der Le Mans Endurance Series. Damit ist er einer der erfolgreichsten GT-Piloten.

## Karriere

### Nachwuchsklassen
Wie fast jeder Rennfahrer begann Christophe Bouchut seine Karriere im Kartsport. Er wurde französischer Meister 1982, 1983 und 1987. Danach ging es für Bouchut in die Formel Ford School, welche er als Sieger abschloss. In der Saison 1988 fuhr er in der französischen Formel-Ford-Meisterschaft und erreichte einige Rennsiege. Diese Erfolge brachten ihn ein Jahr später in die französische Formel 3, wo er drei Jahre lang fuhr. In seiner letzten Saison 1991 gewann er die französische Formel 3 Meisterschaft. Außerdem fuhr er beim prestigeträchtigen Formel 3 Intercontinental Cup in Macau 1989 auf den dritten Rang. Ab der Saison 1992 stieg Bouchut in den Sportwagensport um.

### Peugeot-Werksfahrer
1992 ging es für Christophe Bouchut in den französischen Peugeot 905 Spyder Cup, wo er fünf Siege erringen konnte. Im selben Jahr fuhr er auch im europäischen 905 Spyder Cup, in welchem er drei Siege holte. Für das Werksteam von Peugeot fuhr er bei seinem Heimrennen in der Sportwagen-Weltmeisterschaft mit dem Peugeot 905 auf den zweiten Rang. Ein Jahr später folgte der erste große Erfolg im Sportwagenbereich für Bouchut. Mit dem Peugeot 905 fuhr er zusammen mit seinen Partnern Éric Hélary und Geoff Brabham zum Sieg bei den 24 Stunden von Le Mans. Im selben Jahr fuhr er ebenfalls als Peugeot-Werksfahrer in der französischen Supertouring-Meisterschaft, welche er als Vierter der Gesamtwertung abschloss.

### BPR Global GT Series
Nachdem Peugeot sich aus dem Sportwagensport zurückgezogen hatte, wechselte Bouchut 1994 zu Venturi. Für den französischen Sportwagenbauer bestritt er die neugegründete BPR Global GT Series. Ein Jahr später wechselte er zum französischen Team Larbre Compétition, die einen Porsche 911 GT1 einsetzten. Außerdem fuhr er 1995 für Kremer Racing das 24-Stunden-Rennen von Daytona, wo er zusammen mit Marco Werner, Giovanni Lavaggi und Jürgen Lässig auf einem Kremer K8 Spyder gewann. 1996 fuhr Bouchut auch in der BPR Global GT Series für Kremer Racing im Porsche 993 GT2 Evo.

### Porsche Carrera Cup France
Neben der BPR Global GT Series fuhr Bouchut zwischen 1994 und 2002 fünf Saisons im französischen Porsche-Carrera-Cup. Hier kann Bouchut die unglaubliche Bilanz von 29 Siegen und vier Meistertiteln aufweisen, wovon er drei mit dem Team SONAUTO einfuhr. Die Titel holte er 1994, 1995, 1996. 2000 gelang ihm dies mit dem Team Larbre Compétition. Seine letzte Carrera-Cup-Saison fuhr er 2002, die er als fünfter der Meisterschaft beendete.

### FIA-GT-Meisterschaft
Nach dem Ende der BPR Global GT Series gründete sich in der Saison 1997 die FIA-GT-Meisterschaft, in welche auch Bouchut wechselte. In der ersten Saison fuhr er erneut für das Team Kremer Racing einen Porsche 911 GT1. In den meisten Rennen hieß sein Partner Carl Rosenblad, doch große Erfolge blieben aus. Platz 8 beim Saisonauftakt auf dem Hockenheimring war die beste Saisonplatzierung. Somit wechselte Bouchut 1998 zum Team Persson, welches einen Mercedes-Benz CLK GTR einsetze. Zusammen mit Bernd Mayländer die Rennen in Dijon und Suzuka auf dem zweiten Platz. Nach einem Jahr Pause, in welchem Bouchut nur in Le Mans im verunglückten Mercedes-Benz CLR Nr. 6 antrat, kam er in der Saison 2000 zurück in die FIA-GT-Meisterschaft. In einem vom Team Larbre Compétition eingesetzten Porsche 911 GT3-R, konnte Bouchut zusammen mit Patrice Goueslard die N-GT-Meisterschaft nach sechs Klassensiegen gewinnen.
Ein Jahr später stieg er zusammen mit dem Team Larbre in die GT-Klasse auf. Das Einsatzauto war nun eine Chrysler Viper GTS-R und Bouchut holte auch in dieser Saison den Meistertitel, zusammen mit Jean-Philippe Belloc. Außerdem konnte er die 24-Stunden-Rennen von Spa-Francorchamps gewinnen, welche im Rahmen der FIA GT ausgetragen wurden. Seine Partner hier waren neben Belloc Marc Duez.
Die Saison 2002 glich jener aus dem Jahr zuvor. Bouchut holte erneut den Titel in der GT-Klasse der FIA-GT-Meisterschaft auf einer Chrysler Viper GTS-R, obwohl er lediglich das 24-Stunden-Rennen von Spa-Francorchamps mit David Terrien und Vincent Vosse gewann.
2003 bestritt Bouchut nur drei Rennen in der FIA GT, wobei er in Spa-Francorchamps allerdings wieder einen zweiten Klassenrang herausfahren konnte. Auch in der folgenden Saison konzentrierte sich Bouchut nicht auf die FIA GT und fuhr nur vereinzelte Rennen, bevor er für das folgende Jahr 2005 wieder eine komplette Saison bestritt.
Sein Team hieß mittlerweile Russian Age Racing, für welche er in den ersten Rennen einen Ferrari 550 Maranello steuerte. Nach einem kleinen Abstecher zum Team Larbre für die 24-Stunden-Rennen von Spa-Francorchamps, fuhr er im letzten Meisterschaftslauf einen Aston Martin DBR9 und gewann das Rennen in Bahrain zusammen mit Antonio García.
Das Jahr 2006 war die erste Saison von Bouchut im Lamborghini Murciélago R-GT, sein mittlerweile viertes GT1-Fahrzeug. Im Team B-Racing RS Line, welches später All-Inkl.com Racing hieß, sprangen keine großen Erfolge heraus. Der Lamborghini war noch nicht ausgereift und hing den anderen Fahrzeugen hinterher. Außerdem machten ständig wechselnde Partner das Leben von Bouchut schwer.
Trotzdem blieb er 2007 bei All-Inkl.com Racing und bekam nun mit Stefan Mücke einen festen Partner. Zusammen mit ihm fuhr er den ersten Sieg des Murciélago in einem FIA-GT-Rennen beim Saisonauftakt in Zhuhai heraus. Am Ende der Saison war Bouchut 10. der Abschlusstabelle.
In der Saison 2008 fuhr Christophe Bouchut in einer Corvette C6.R des Teams SRT, für welche er schon vorher in nationalen GT-Serien gefahren war. Beim zweiten Saisonrennen in Monza konnte er zusammen mit Xavier Maassen den ersten Sieg des Teams erringen.

### Le Mans Series
Im Jahr 2004 legte Bouchut nach vielen Jahren in der FIA-GT-Meisterschaft sein Hauptaugenmerk auf die Le Mans Endurance Series. Zusammen mit dem Team Larbre Compétition und seinen Partnern Steve Zacchia und Pedro Lamy konnte die Meisterschaft gewinnen. Dabei beendete das Trio alle vier Meisterschaftsläufe als Klassensieger der GTS.
Im folgenden Jahr fuhr Bouchut als amtierender Meister für das Convers Team. In dieser Saison konnte er keinen Klassensieg im Ferrari 550 Maranello erreichen und wurde am Ende des Jahres Dritter der Meisterschaft.
Für das Jahr 2006 ging Bouchut einen Schritt zurück und fuhr für IMSA Performance Matmut einen Porsche 996 GT3 RSR in der GT2-Kategorie. Außer einigen Punkteplätzen konnten Bouchut, Raymond Narac und Sébastien Dumez nicht viel erreichen.
2007 ging es zurück zum Team Larbre, welches unter dem Namen Aston Martin Team Larbre antrat. Damit war Bouchut zurück in der GT1-Klasse. In einem Aston Martin DBR9 fuhr er zusammen mit Gabriele Gardel und Fabrizio Gollin zu zwei Podestplätzen. Nach einem Jahr Pause wechselte er zu Reiter Engineering. Das Team entwickelte bereits den GT1-Murcielago und meldete ihn 2009 auf einer neuen GT2-Variante des Lamborghini Gallardo. Letztlich startete Bouchut mit Albert von Thurn und Taxis jedoch nur beim 1000-km-Rennen von Spa-Francorchamps, nachdem der Wagen für den ersten Lauf in Spanien noch nicht einsatzbereit gewesen war. Technische Probleme in Spa warfen die Fahrerpaarung weit zurück, so dass der Lamborghini nicht klassifiziert wurde. Beim Meisterschaftslauf in Portugal fehlte der Wagen erneut, Teamkollege Thurn und Taxis äußerte sich zu der Situation: „Das LMS-Programm ist dagegen bei uns im Reiter-Team eigentlich beendet, nachdem sich ein wichtiger russischer Sponsor wegen der aktuellen Wirtschaftslage zurückgezogen hat. Daher werden der GT1 und leider auch der GT2 wohl erst mal nicht mehr zum Einsatz kommen.“. Mit dem Aus des GT2-Programms war somit die Saison 2009 für ihn bereits nach einem Rennen beendet.

### 24-Stunden-Rennen von Le Mans
Neben seinem Sieg bei den 24 Stunden von Le Mans 1993, trat Bouchut auch in diversen anderen Fahrzeugen bei den 24 Stunden von Le Mans an. 1994 bis 1997 fuhr er für Kremer Racing in verschiedenen Fahrzeugen, wobei er allerdings nur einmal die Zielflagge sah.
1998 war das erste Jahr im Mercedes. Doch auch der Einsatz im CLK LM verlief nicht erfolgreich, schon nach 31 Runden gab der Motor auf. Im folgenden Jahr fuhr Bouchut im Mercedes-Benz CLR, jedoch hob Teamkollege Peter Dumbreck mit dem Auto ab und zerstörte den Wagen vollkommen.
Da sich Mercedes daraufhin aus Le Mans zurückzog, ging Bouchut auch hier in die GT-Klasse. Dabei fährt er seit 2000 für Larbre Compétition (Ausnahme 2006), konnte auch mehrere Zielankünfte verbuchen. Sein bisher bestes Ergebnis war ein siebter Gesamtrang und eine Podiumsplatzierung in der GT1-Kategorie 2007. Mit seiner Verpflichtung bei Reiter-Team 2009 und dessen kurzfristige Absage des GT1- und GT2-Programms musste sich Bouchut wenige Wochen vor dem 24-Stunden-Rennen einen neuen Fahrerplatz sichern. Letztlich erhielt er die Möglichkeit, für das monegassische Team JMB Racing zu fahren. Konnte Bouchut mit dem Wagen kurzzeitig im Spitzenfeld der GT2-Kategorie mitfahren, beendete er das Rennen mit Teamkollegen Manuel Rodrigues und Yvan Lebon jedoch lediglich im Mittelfeld seiner Klasse.

### Andere Aktivitäten
Neben den aufgeführten Rennserien war Christophe Bouchut in den letzten Jahren auch in vielen anderen Rennserien aktiv. So fuhr er in der französischen GT-Meisterschaft, der Belcar und dem ADAC GT Masters. Außerdem fuhr er die 24-Stunden-Rennen am Nürburgring (zweiter Platz) und in Zolder. 2003 holte er sich den Titel in der FFSA Supertourisme.
Neben seinen Renneinsätzen ist Bouchut offizieller Tester für FIA GT3 Fahrzeuge. Diese Aufgabe beinhaltet das Ausbalancieren aller Autos auf ein ähnliches Level, wofür er sich durch seine Erfahrung qualifiziert hat.

## Statistik

### Erfolge
- 1982, 1983, 1987 – französischer Kartmeister
- 1989 – Dritter beim Formel 3 Intercontinental Cup
- 1991 – Französischer Formel-3-Meister
- 1993 – Sieger 24-Stunden-Rennen von Le Mans
- 1994, 1995, 1996, 2000 – französischer Porsche-Carrera-Cup-Sieger
- 1995 – Sieger 24-Stunden-Rennen von Daytona
- 2000 – Sieger N-GT Klasse der FIA-GT-Meisterschaft
- 2001, 2002 – Sieger GT Klasse der FIA-GT-Meisterschaft
- 2001, 2002 – Sieger 24-Stunden-Rennen von Spa-Francorchamps
- 2004 – Sieger GTS Klasse der Le Mans Endurance Series
- 2011 – Sieger LMP2 Klasse der American Le Mans Series

### Le-Mans-Ergebnisse
| Jahr | Team                       | Fahrzeug                  | Teamkollege          | Teamkollege        | Platzierung | Ausfallgrund |
| ---- | -------------------------- | ------------------------- | -------------------- | ------------------ | ----------- | ------------ |
| 1993 | Peugeot Talbot Sport       | Peugeot 905 Evo 1 C       | Éric Hélary          | Geoff Brabham      | Gesamtsieg  |              |
| 1994 | Kremer Honda Racing        | Honda NSX                 | Armin Hahne          | Bertrand Gachot    | Rang 14     |              |
| 1995 | Kremer Porsche Racing      | Kremer K8 Spyder          | Thierry Boutsen      | Hans-Joachim Stuck | Rang 6      |              |
| 1996 | Kremer Racing              | Kremer K8 Spyder          | Jürgen Lässig        | Harri Toivonen     | Ausfall     | Unfall       |
| 1997 | Kremer Porsche Racing      | Porsche 911 GT1           | Andy Evans           | Bertrand Gachot    | Ausfall     | Motorschaden |
| 1998 | AMG Mercedes               | Mercedes-Benz CLK GTR LM  | Jean-Marc Gounon     | Ricardo Zonta      | Ausfall     | Motorschaden |
| 1999 | AMG Mercedes               | Mercedes-Benz CLR         | Nick Heidfeld        | Peter Dumbreck     | Ausfall     | Unfall       |
| 2000 | Larbre Compétition         | Porsche 996 GT3-R         | Patrice Goueslard    | Jean-Luc Chéreau   | Ausfall     | Unfall       |
| 2001 | Larbre Compétition         | Chrysler Viper GTS-R      | Jean-Philippe Belloc | Tiago Monteiro     | Rang 20     |              |
| 2002 | Larbre Compétition         | Chrysler Viper GTS-R      | Patrice Goueslard    | Vincent Vosse      | Rang 18     |              |
| 2003 | Larbre Compétition         | Chrysler Viper GTS-R      | Patrice Goueslard    | Steve Zacchia      | Rang 16     |              |
| 2004 | Larbre Compétition         | Ferrari 550 GTS Maranello | Patrice Goueslard    | Olivier Dupard     | Rang 14     |              |
| 2005 | Russian Age Racing         | Ferrari 550 GTS Maranello | Nikolai Fomenko      | Alexey Vasilyev    | Rang 17     |              |
| 2007 | Aston Martin Racing Larbre | Aston Martin DBR9         | Fabrizio Gollin      | Casper Elgaard     | Rang 7      |              |
| 2008 | Larbre Compétition         | Saleen S7-R               | David Hallyday       | Patrick Bornhauser | Rang 28     |              |
| 2009 | JMB Racing                 | Ferrari F430 GTC          | Manuel Rodrigues     | Yvan Lebon         | Rang 29     |              |
| 2010 | Kolles                     | Audi R10 TDI              | Manuel Rodrigues     | Scott Tucker       | Ausfall     | Unfall       |
| 2011 | Level 5 Motorsports        | Lola B08/60               | João Barbosa         | Scott Tucker       | Rang 10     |              |
| 2012 | Level 5 Motorsports        | HPD ARX-03b               | Luis Díaz            | Scott Tucker       | Ausfall     | kein Benzin  |
| 2013 | Lotus                      | Lotus T128                | Kevin Weeda          | James Rossiter     | Ausfall     | Motorschaden |

### Sebring-Ergebnisse
| Jahr | Team                       | Fahrzeug              | Teamkollege          | Teamkollege        | Platzierung             | Ausfallgrund    |
| ---- | -------------------------- | --------------------- | -------------------- | ------------------ | ----------------------- | --------------- |
| 1995 | Kremer Racing              | Kremer K8 Spyder      | Jürgen Lässig        | Giovanni Lavaggi   | Rang 30                 |                 |
| 2000 | Team LR Organisation       | Porsche 911 GT3-R     | Angelo Zadra         |                    | Rang 15                 |                 |
| 2001 | Larbre Compétition         | Porsche 911 GT3-RS    | Patrice Goueslard    | Sébastien Dumez    | Rang 13                 |                 |
| 2002 | Larbre Compétition Chereau | Chrysler Viper GTS-R  | Vincent Vosse        |                    | Rang 11                 |                 |
| 2004 | Larbre Compétition         | Panoz GTP             | Jean-Luc Blanchemain | Roland Bervillé    | Rang 9                  |                 |
| 2005 | Care Racing Larbre         | Ferrari 550 Maranello | Fabrizio Gollin      | Sébastien Bourdais | Ausfall                 | Getriebeschaden |
| 2010 | Level 5 Motorsports        | Oreca FLM09           | Mark Wilkins         | Scott Tucker       | Rang 10 und Klassensieg |                 |
| 2011 | Level 5 Motorsports        | Lola B11/80           | João Barbosa         | Scott Tucker       | Rang 33                 |                 |
| 2012 | Level 5 Motorsports        | HPD ARX-03b           | João Barbosa         | Scott Tucker       | Rang 4                  |                 |

### Einzelergebnisse in der Sportwagen-Weltmeisterschaft
| Saison | Team          | Rennwagen   | 1   | 2   | 3   | 4   | 5   | 6   |
| ------ | ------------- | ----------- | --- | --- | --- | --- | --- | --- |
| 1992   | Peugeot Sport | Peugeot 905 | MON | SIL | LEM | DON | SUZ | MAG |
| 1992   | Peugeot Sport | Peugeot 905 |     |     | 2   |     |     |     |

### Einzelergebnisse in der FIA-Langstrecken-Weltmeisterschaft
| Saison | Team  | Rennwagen  | 1   | 2   | 3   | 4   | 5   | 6   | 7   | 8   |
| ------ | ----- | ---------- | --- | --- | --- | --- | --- | --- | --- | --- |
| 2012   | Lotus | Lotus T128 | SEB | SPA | LEM | SIL | SAO | BAH | FUJ | SHA |
| 2012   | Lotus | Lotus T128 | 4   |     | DNF |     |     |     |     |     |
| 2013   | Lotus | Lotus T128 | SIL | SPA | LEM | SAO | AUS | FUJ | SHA | BAH |
| 2013   | Lotus | Lotus T128 | DNF |     | DNF | DNF |     |     | DNF |     |
| 2014   | Lotus | CLM P1/01  | SIL | SPA | LEM | AUS | FUJ | SHA | BAH | SAO |
| 2014   | Lotus | CLM P1/01  |     |     |     | 15  | DNF |     |     |     |